# Ivan Balykin
Ivan Balykin (Russisch: Иван Балыкин; Naberezjnye Tsjelny, 26 november 1990) is een Russisch voormalig wielrenner die in 2018 reed voor Torku Şekerspor. Hij werd geboren in Rusland maar groeide op in Italië. Tot en met mei 2014 reed hij met een Italiaanse licentie.

## Overwinningen
2014
Bergklassement Grote Prijs Udmurtskaya Pravda
2e etappe Baltic Chain Tour
2015
Majkop-Oeljap-Majkop
2017
GP Oued Eddahab
2e etappe Ronde van Ankara
2e etappe Ronde van Bihor
2018
2e etappe Ronde van Mesopotamië
2e etappe Ronde van Mevlana

## Ploegen
- 2014 –  RusVelo
- 2015 –  RusVelo
- 2016 –  GM Europa Ovini
- 2017 –  Torku Şekerspor
- 2018 –  Torku Şekerspor

Balykin · Bojev · Firsanov · Jersjov · Klimov · Krasnov · Kritski · Lagoetin · Majkin · Ovetsjkin · Pomosjnikov · Pozdnjakov · Serov · Solomennikov · Tatarinov · Zakarin
Arslanov · Balykin · Bojev · Firsanov · Foliforov · Ignatenko · Jersjov · Jevtoesjenko · Koerbatov · Koestadintsjev · Komin · Majkin · Nikolajev · Nytsj · Ovetsjkin · Pozdnijakov · Rybakov · Savitski · Serov · Solomennikov · Stasj
Akdilek · Atalay · Bakırcı · Balkan · Balykin · Chirico · Dilek · Keleş · Örken · Özgür · Reis · Şamlı · Sayar
Acar · Akdilek · Atalay · Bakırcı · O. Balkan · S. Balkan · Balykin · Dilek · Örencik · Özgür · Raileanu · Şamlı